# William Doherty
William Doherty est un naturaliste américain, né le 15 mai 1857 à Cincinnati et mort le 25 mai 1901 à Nairobi.

## Biographie
Il voyage en 1877 en Europe, en Turquie, en Palestine et en Égypte, en 1881 en Iran. Il commence à constituer une importante collection de papillons. De 1882 à 1883, il voyage en Inde, en Birmanie et dans l’archipel malais et en 1887 il part en Indonésie.
Doherty vient étudier les collections de papillons rassemblées par les frères Lionel Walter Rothschild (1868-1937) et Charles Rothschild (1877-1923) au Muséum de Tring. Lord Lionel Rothschild l’emploie alors comme récolteur d’oiseaux, le meilleur qu’il ait jamais employé d’après lui. Il meurt dans l’est de l’Afrique de dysenterie.
Ses collections entomologistes sont dispersées dans plusieurs institutions : le Natural History Museum de Londres, le Muséum Carnegie de Pittsburgh, le muséum de Brooklyn et le National Museum of Natural History de Washington.

## Genres et Espèces nommées
- Araotes Doherty, 1889; un genre de Theclinae
- Phengaris Doherty, 1891;
- YomaDoherty, 1886;
- Arhopala belphoebe Doherty, 1889
- Euploea climena palmedo (Doherty, 1891)
- Euploea tulliolus sambawana (Doherty)
- Euploea tulliolus sumbana (Doherty, 1891)
- Danaus melanippus haruhasa Doherty, 1891

## Espèces dédiées
Plusieurs espèces d’oiseaux lui sont dédiées :
- le Zostérops de Doherty (Lophozosterops dohertyi) par Ernst Hartert en 1896.
- la Grive de Doherty (Geokichla dohertyi)  par Ernst Hartert en 1896.
- le ptilope de Sumba (Ptilinopus dohertyi) par Lord Rothschild en 1896,
- le gladiateur de Doherty (Telophorus dohertyi) par Lord Rothschild en 1901,
- l’échenilleur de Sumba (Coracina dohertyi) et le zostérops de Doherty (Lophozosterops dohertyi) par Ernst Hartert (1859-1933) en 1896.
- Talaud Black Birdwing (Troides dohertyi)

## Source
- Bo Beolens et Michael Watkins (2003). Whose Bird ? Common Bird Names and the People They Commemorate. Yale University Press (New Haven et Londres) : 400 p.  (ISBN 0-300-10359-X)